# Proyecto Babilonia

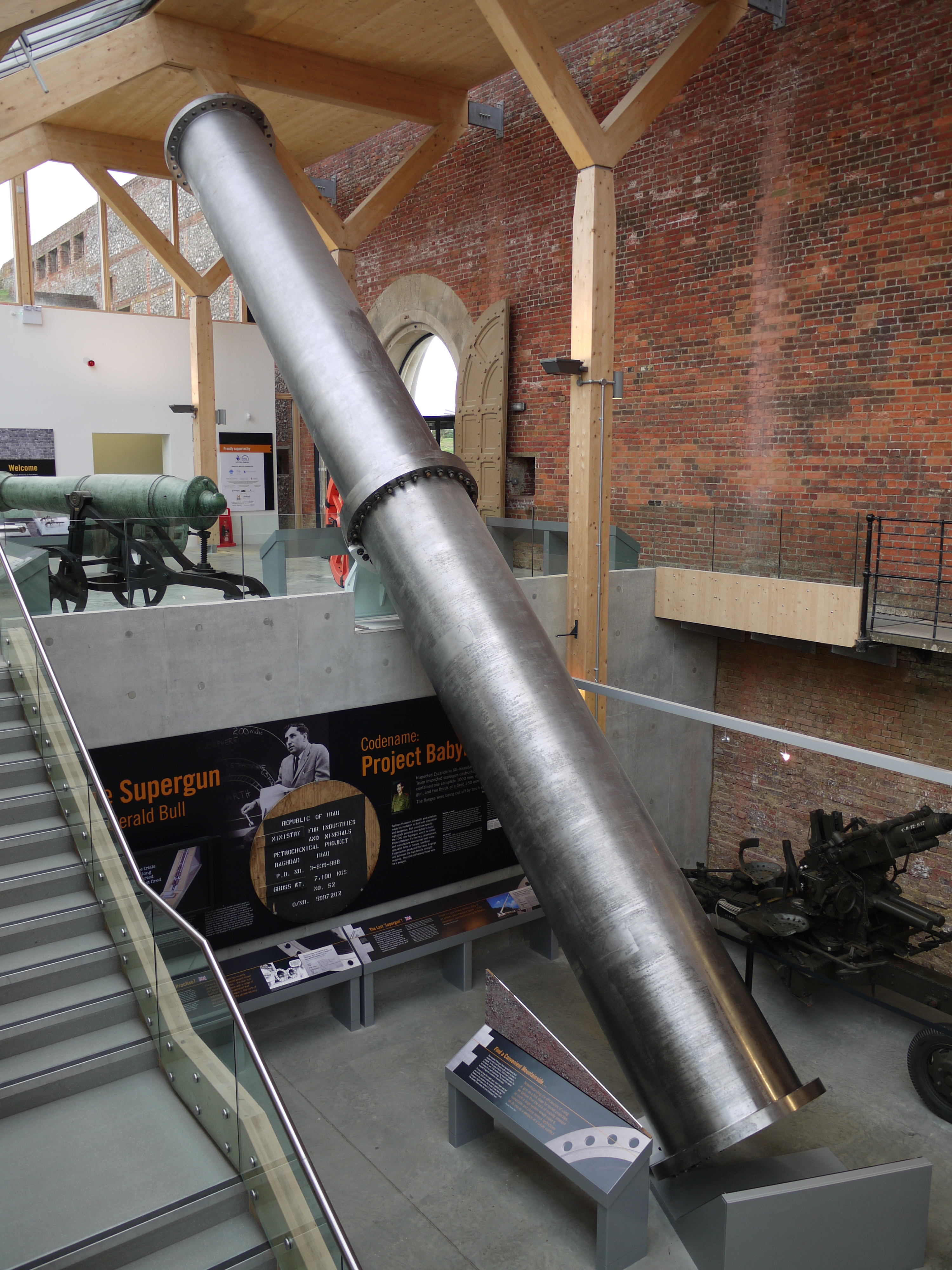
Dos secciones del "Gran Babilonia" adosadas en la Fábrica Real de Armamento en Fort Nelson, Portsmouth.

El proyecto Babilonia era un proyecto que tenía por objetivo construir una serie de supercañones por encargo de Saddam Hussein quien era el presidente de Irak. El diseño se basó en la investigación del Proyecto HARP, de 1961 dirigido por el canadiense experto en artillería Gerald Bull. Es probable que el programa solo abarcara cuatro dispositivos diferentes.
El proyecto comenzó en 1988, y fue detenido en 1990 después de que Gerald Bull fuera asesinado, y partes de los supercañones fueran capturadas en tránsito por Europa. Los componentes que quedaban en Irak fueron destruidos por las Naciones Unidas después de la Guerra del Golfo de 1991.

## Los dispositivos Babilonia

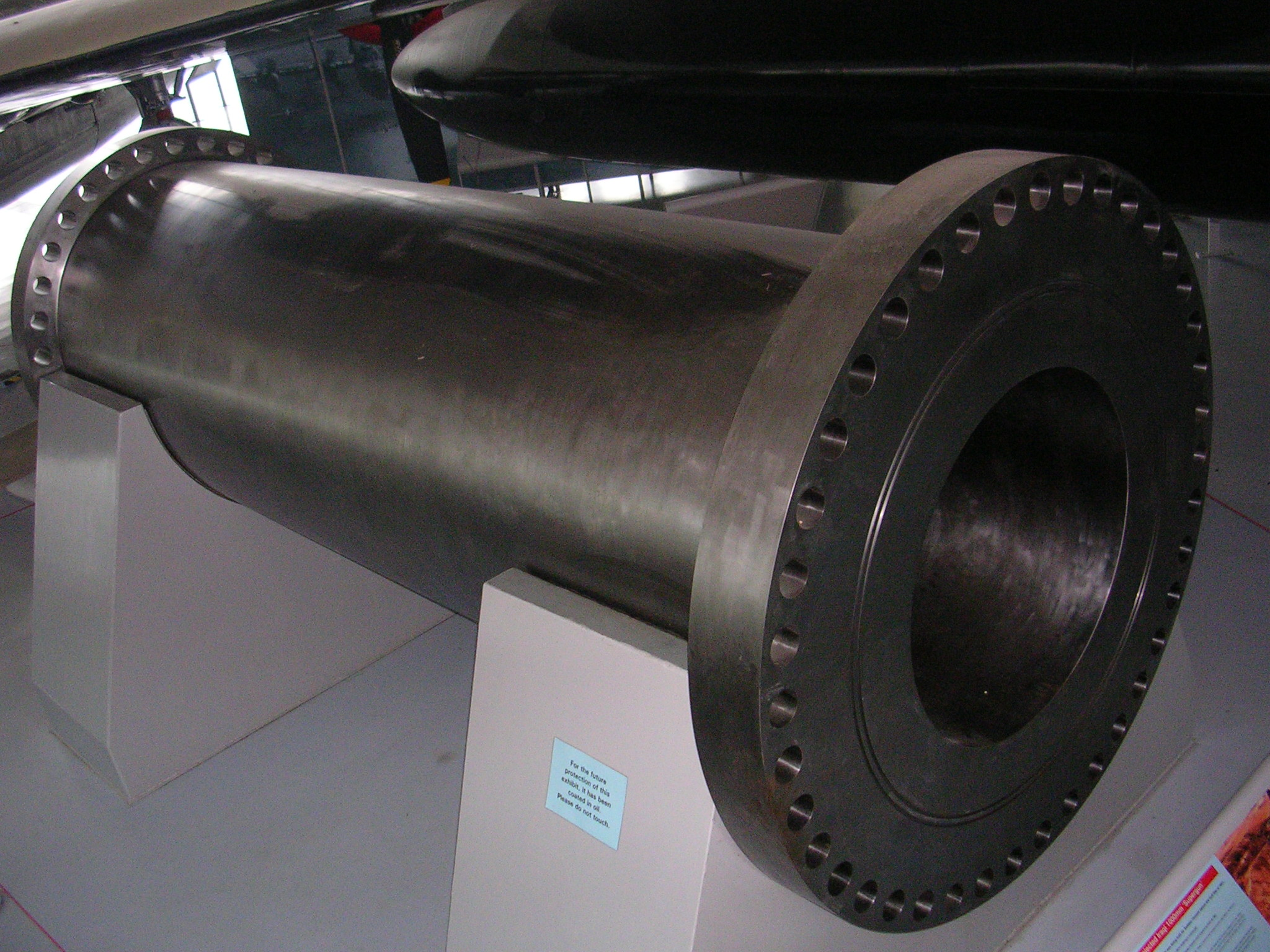
Una sección del supercañón iraquí en el Imperial War Museum Duxford.

El primero de los supercañones, "Baby Babylon", fue un dispositivo montado horizontal que era un prototipo para fines de desarrollo de la tecnología y pruebas. Su calibre era de 350 mm, y su longitud era de 46 m. El cañón pesaba 102 toneladas. Luego de realizar pruebas con proyectiles de plomo, este cañón fue emplazado sobre la ladera de una colina con una inclinación de 45 grados. Se suponía que tendría un rango de 750 km. Aunque su masa era similar a la masa de los supercañones alemanes de la Segunda Guerra Mundial, no fue concebido para ser un arma desplazable y por lo tanto no era considerado una amenaza sobre la seguridad de Israel.
El segundo supercañón, "Big Babylon", de los cuales estaban planeados dos (uno para ser emplazado horizontalmente, por lo menos para conducir pruebas), era mucho más grande. El cañón media 156 metros de longitud, y su calibre era de 1 m. Originalmente se lo pensaba sostener mediante cables de acero fijados en una estructura de acero, su extremo superior se hubiera elevado más de 100 m. Todo el dispositivo hubiera pesado unas 2,100 toneladas (solo el cañón pesaba 1,655 toneladas). Supuestamente era un cañón especial capaz de lanzar proyectiles a niveles altos en la atmósfera, que era la especialidad de Bull luego del Proyecto HARP. Ninguno de estos dispositivos podía ser manipulado para variar su elevación o embarcarlo en tren, por lo que eran inútiles como elemento militar, a menos que se pudiera colocar algún sistema de guiado en el proyectil que lo encauzara hacia el blanco.
También estaba planificada la construcción de ciertos cañones de gran alcance, que se podían elevar y transportar por tren. El primero tendría un calibre de 350 mm y una longitud de unos 30 m, y se pensaba tuviera un alcance de hasta 1000 km, lo que permitiría colocar a Israel y la zona central de Irán dentro del radio de alcance del fuego de artillería iraquí; algunas fuentes indican que también existían planes para construir un segundo cañón con un calibre de 600 mm y una longitud de 60 m.

## Resultado
Los tubos de metal de los cañones y las cunas de armas de fuego fueron adquiridos de empresas en Reino Unido, incluyendo Sheffield Forgemasters de South Yorkshire, y Walter Somers de Wolverhampton. Otros componentes, tales como recámara y los mecanismos de retroceso, fueron ordenados a empresas de Alemania, Francia, España, Suiza, e Italia. "Baby Babylon" fue terminado y se realizaron con ella disparos de prueba, revelando problemas con las juntas entre los segmentos de cañón. Sin embargo, Bull fue asesinado en marzo de 1990, posiblemente por Mossad, con el objeto de detener el proyecto en el que se encontraba trabajando.
La mayoría de las secciones del cañón de "Big Babylon", fueron entregados a su ensamblaje en un sitio excavado en la ladera de una colina, en lugar de ser suspendido por cables de un marco de acero como se había previsto: los cálculos han demostrado que la estructura de soporte original sería no suficientemente sólida. Sin embargo, nunca fue terminado.
A principios de abril de 1990, oficiales de aduanas del Reino Unido, confiscaron varias piezas del segundo cañón "Big Babylon", que se describían como piezas de "transportación de petroquímicos a presión". Las piezas fueron confiscadas en los muelles de Teesport. Más piezas fueron incautadas en Grecia y Turquía en transporte por camión a Irak. Otros componentes, tales como cojinetes deslizantes para Gran Babilonia, fueron incautados en sitios de los fabricantes en España y Suiza.
Finalmente, después de la Guerra del Golfo Pérsico en 1991, los iraquíes admitieron la existencia de Proyecto Babilonia, y permitieron que inspectores de las ONU destruyan el hardware en Irak como parte del proceso de desarme.
Varias secciones del cañón incautado por los funcionarios de aduanas del Reino Unido se muestran en la Armería Real, Fort Nelson, de Portsmouth. Otra sección está en exhibición en El Real Museo de Artillería, Woolwich, Londres.